# Callyna obscura
Callyna obscura là một loài bướm đêm trong họ Noctuidae.